# Chủ nghĩa khuyển nho

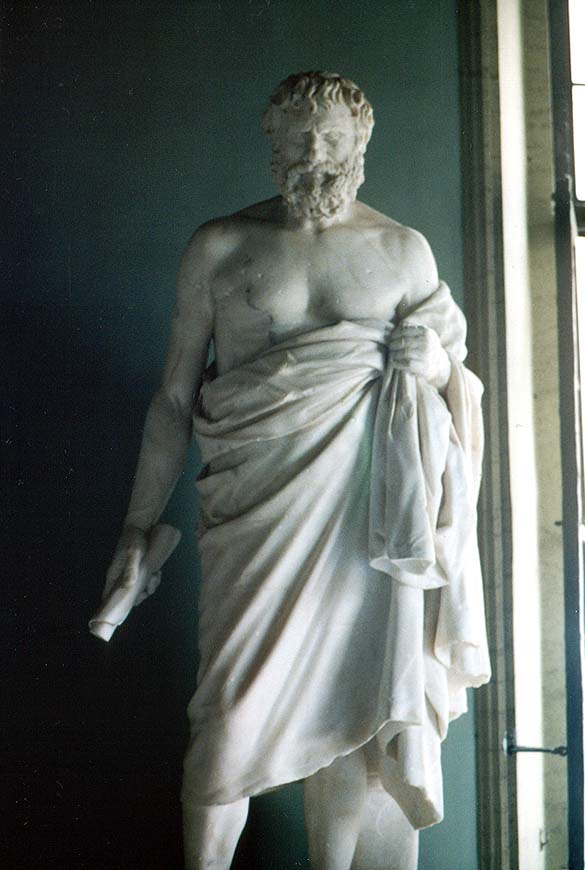
Tượng nhà triết học khuyển nho vô danh ở Viện bảo tàng Capitoline tại Roma. Là bản sao khắc vào thời đại La Mã phỏng theo pho tượng Hy Lạp vào thế kỷ 3 TCN. Cuộn giấy trong tay phải được phục hồi vào thế kỷ 18.

Chủ nghĩa khuyển nho (tiếng Hy Lạp cổ: κυνισμός) là học thuyết triết học Hy Lạp cổ, chủ trương sống phải giữ cái đức, thuận hợp tự nhiên. Con người là sinh vật có lý trí, có thể đạt được sung sướng bằng cách rèn luyện thân tâm, sống theo bản tính sẵn có, và từ bỏ ham muốn của cải, quyền lực, tiếng tăm. Một người Khuyển nho sống đơn giản, không có tài sản gì.

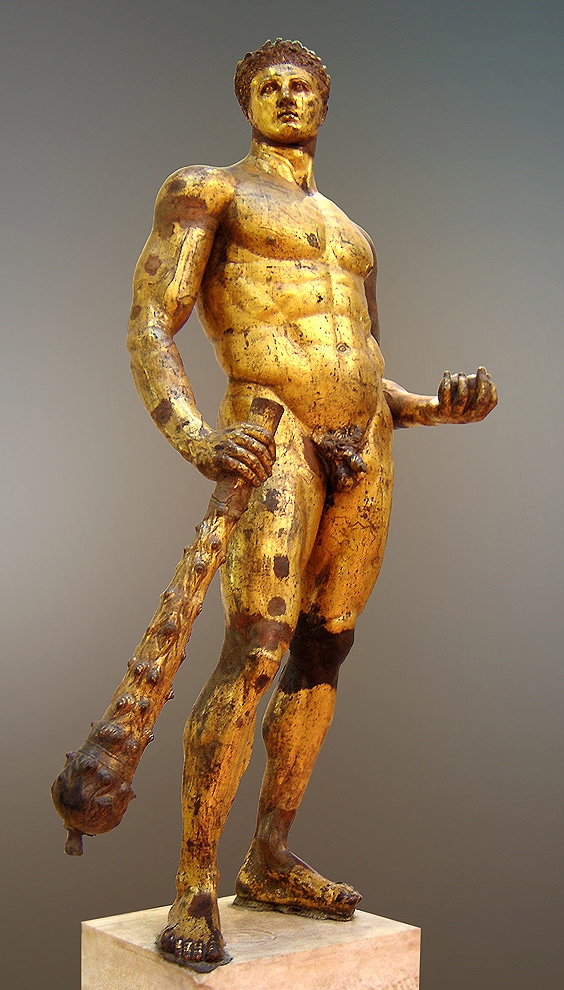
Phái khuyển nho nhận Heracles làm người hùng bảo hộ. Đây là pho tượng mạ đồng vào thế kỷ 2 CN.

Antisthenis là nhà triết học đầu tiên đề xướng chủ nghĩa, từng theo học Socrates vào cuối thế kỷ 5 TCN. Diogenes theo sau Antisthenis và thực hiện chủ nghĩa khuyển nho tới cùng: ông sống trong một chiếc bình gốm trên đường phố Athens. Tục xem Diogenes là nhà triết học khuyển nho điển hình. Vị Khuyển nho Kratis cho đi khối tài sản lớn để sống nghèo khổ ở Athens.
Bắt đầu từ thế kỷ 3 TCN, chủ nghĩa khuyển nho từ từ suy, rồi thịnh trở lại vào thế kỷ 1 ở Đế quốc La Mã. Tại các thành phố khắp trong nước, có thể thấy người Khuyển nho ăn xin và rao giảng ý tưởng. Về sau, Kitô giáo mượn dùng tư tưởng khổ hạnh và các thủ pháp tu từ của Phái khuyển nho. Thế kỷ 19, các nhà nghiên cứu đặt nặng khía cạnh tiêu cực của triết lí khuyển nho, dẫn tới tiếng xấu hiện nay của chủ nghĩa là khuynh hướng nghi ngờ lòng chân thành của người khác.

## Lịch sử

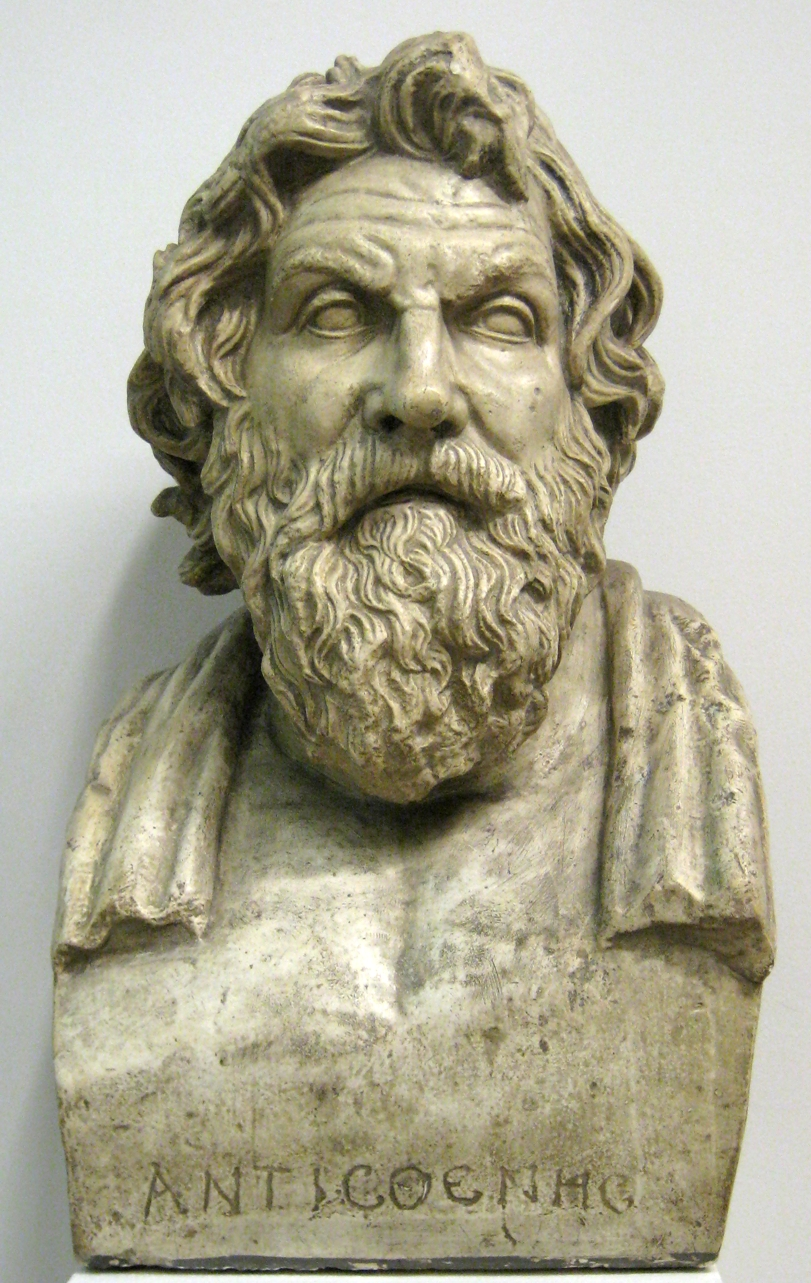
Tượng nửa người Antisthenes

### Diogenes

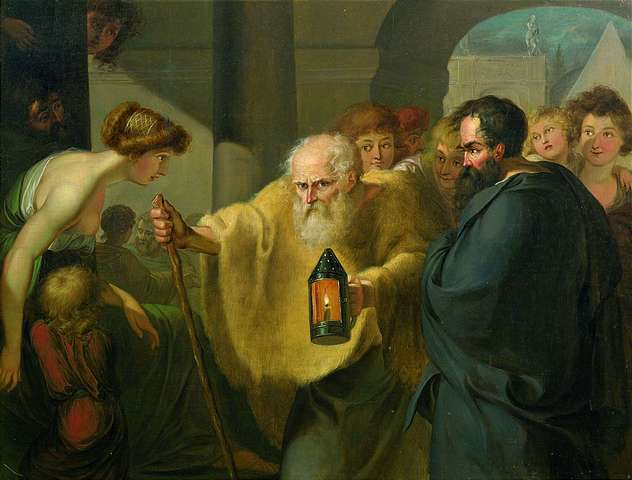
Diogenes đi tìm người thật thà (c. 1780), cho là của J. H. W. Tischbein

## Chủ nghĩa khuyển nho ở Đế quốc La Mã

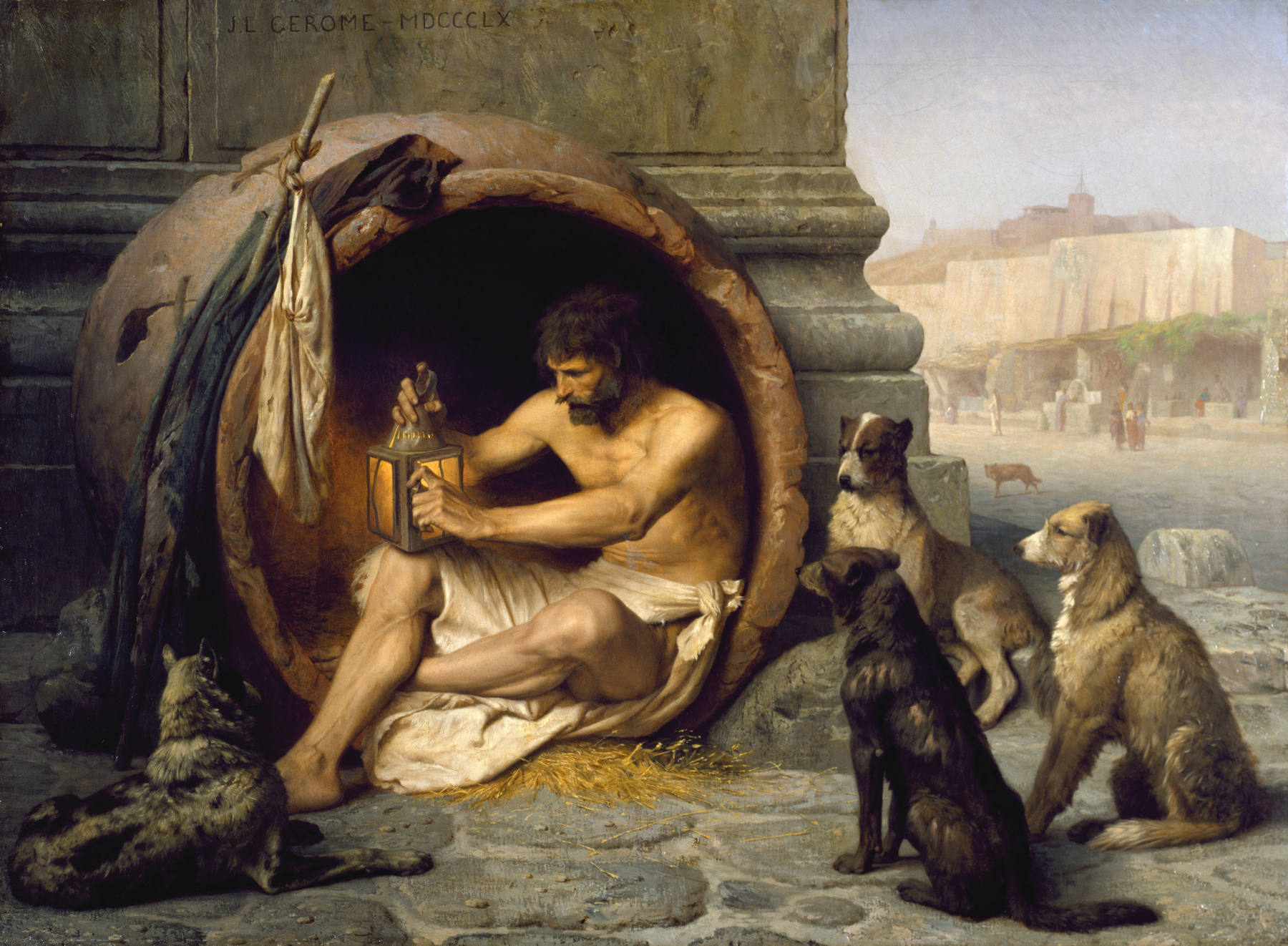
Diogenes ngồi trong chậu (1860) của Jean-Léon Gérôme

## Ảnh hưởng với Kitô giáo

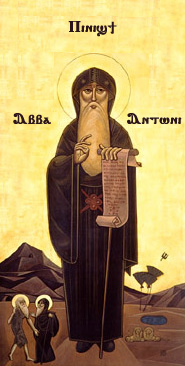
Hình tượng Thánh Antôn sa mạc, một thầy tu khổ hạnh Kitô giáo lúc đầu. Khổ hạnh Kitô giáo có thể đã chịu ảnh hưởng của chủ nghĩa khuyển nho.